# كابيوسين
كابيوسين (بالفرنسية: Capucine)‏ عارضة ازياء وممثلة فرنسية، ولدت في سانت رافاييل، أشهر ادوارها فيلم النمر الوردي 1963 . شاركت في 36 فيلم كما شاركت في 17 عمل تلفزيوني مابين عامي 1948 و 1990 وعملت لدار أزياء جيفنشي وكريستيان ديور، و ماتت منتحرة في سويسرا عام 1990

## روابط خارجية
- كابيوسين على موقع IMDb (الإنجليزية)
- كابيوسين على موقع روتن توميتوز (الإنجليزية)
- كابيوسين على موقع ألو سيني (الفرنسية)
- كابيوسين على موقع أول موفي (الإنجليزية)
- كابيوسين على موقع قاعدة بيانات الأفلام السويدية (السويدية)
- كابيوسين على موقع إن إن دي بي (الإنجليزية)
- كابيوسين على موقع قاعدة بيانات الفيلم (الإنجليزية)
- كابيوسين على موقع كينوبويسك (الروسية)